# Pit Bull Terrier American
Pit Bull Terrier American  este o rasă de câini creată prin încrucișări succesive ale bulldogului cu diverși terrieri și prin selecție (realizată îndeosebi în SUA), orientată predominant spre obținerea de câini de luptă (realizată în Marea Britanie). Este înrudit cu bull terrierul și cu staffordshire terrierul englez și cu cel american (Amstaff). Scund și îndesat, cu musculatura puternică, este foarte rezistent, cu maxilare puternice, ochi rotunzi, depărtați unul de celălalt; înalt de 45 - 50 cm, cu greutatea de 25-30 kg. Blana este scurtă, aspră, lucioasă, de diferite culori. Fiind considerată o rasă agresivă, periculoasă (deși acest comportament nu este înnăscut, ci se datorează unei educații necorespunzătoare), în majoritatea țărilor europene (inclusiv România), există restricții legate de deținerea lor și de reproducere. Tot din acest motiv, rasa nu a fost omologată în Europa.
Câinii din această rasă sunt recunoscuți pentru puterea, loialitatea și tenacitatea lor.

## Origine și istorie

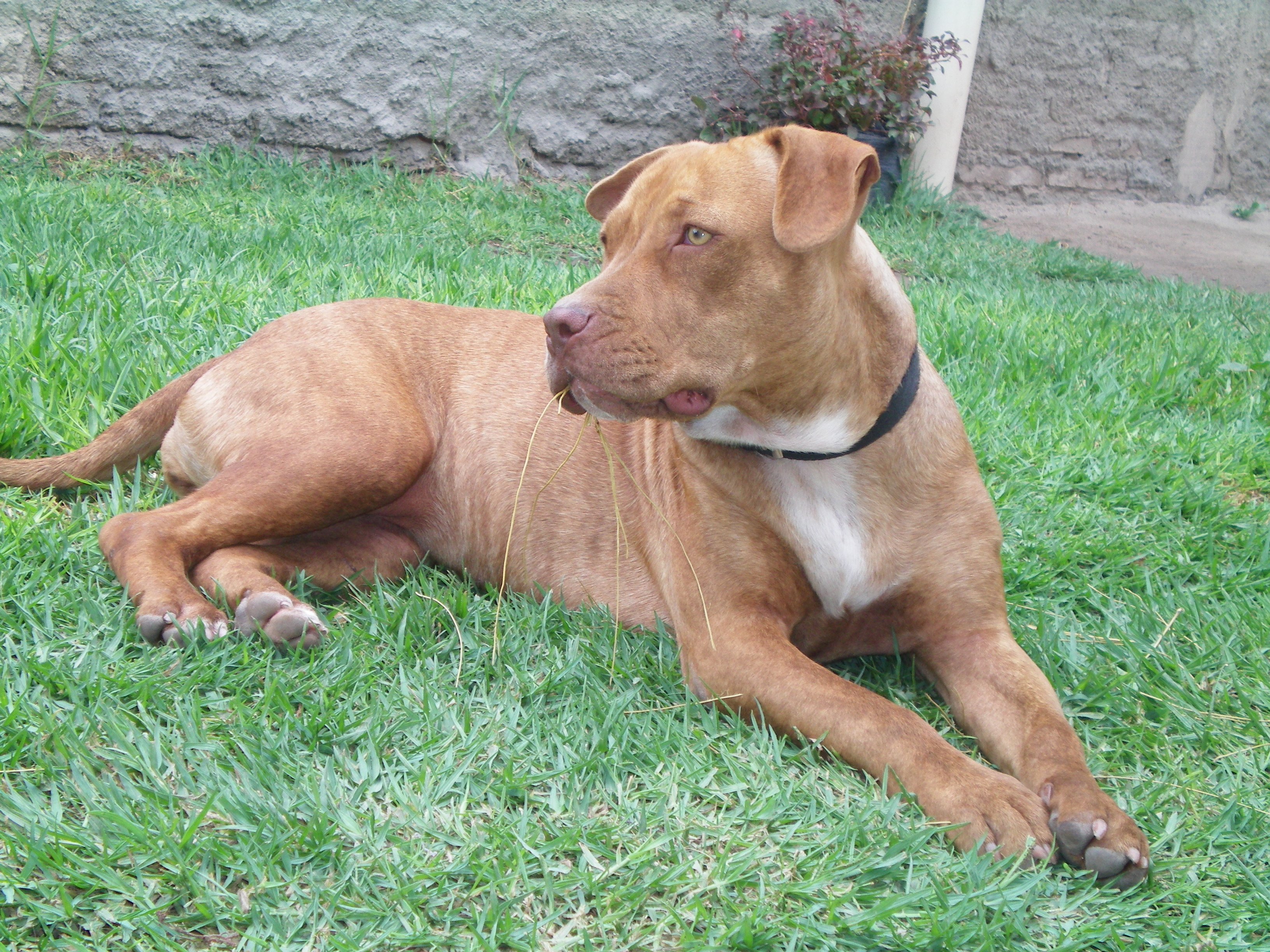
Pit Bull Terrier American.

Aceasta este o rasă cu strămoși în Anglia, dar care s-a dezvoltat mai târziu independent pe contientul american. Provine din încrucișarea Bulldogilor cu Terrieri, pe care englezii o practicau în secolul al XIX-lea cu scopul de a obține un câine cu caracteristici superioare pentru bătăliile cu taurii (bull-baiting), cu urșii, jocul cu șobolani, și bătăi între câini (pit fighting - de unde și numele); și cum bulldog-ul s-a dovedit prea lent, a fost împerecheat cu diverși terrieri de la care a luat agilitatea și agresivitatea. După ce aceste lupte au fost interzise, a fost dezvoltat în Statele Unite ale Americii ca un câine de pază, pentru mânatul cirezilor, prinderea vacilor, și ca animal de companie. Este înrudit de aproape cu Amstaff-ul, dar se deosebește de acesta atât la caracter cât și în privința câtorva caracteristici fizice.

## Descriere fizică

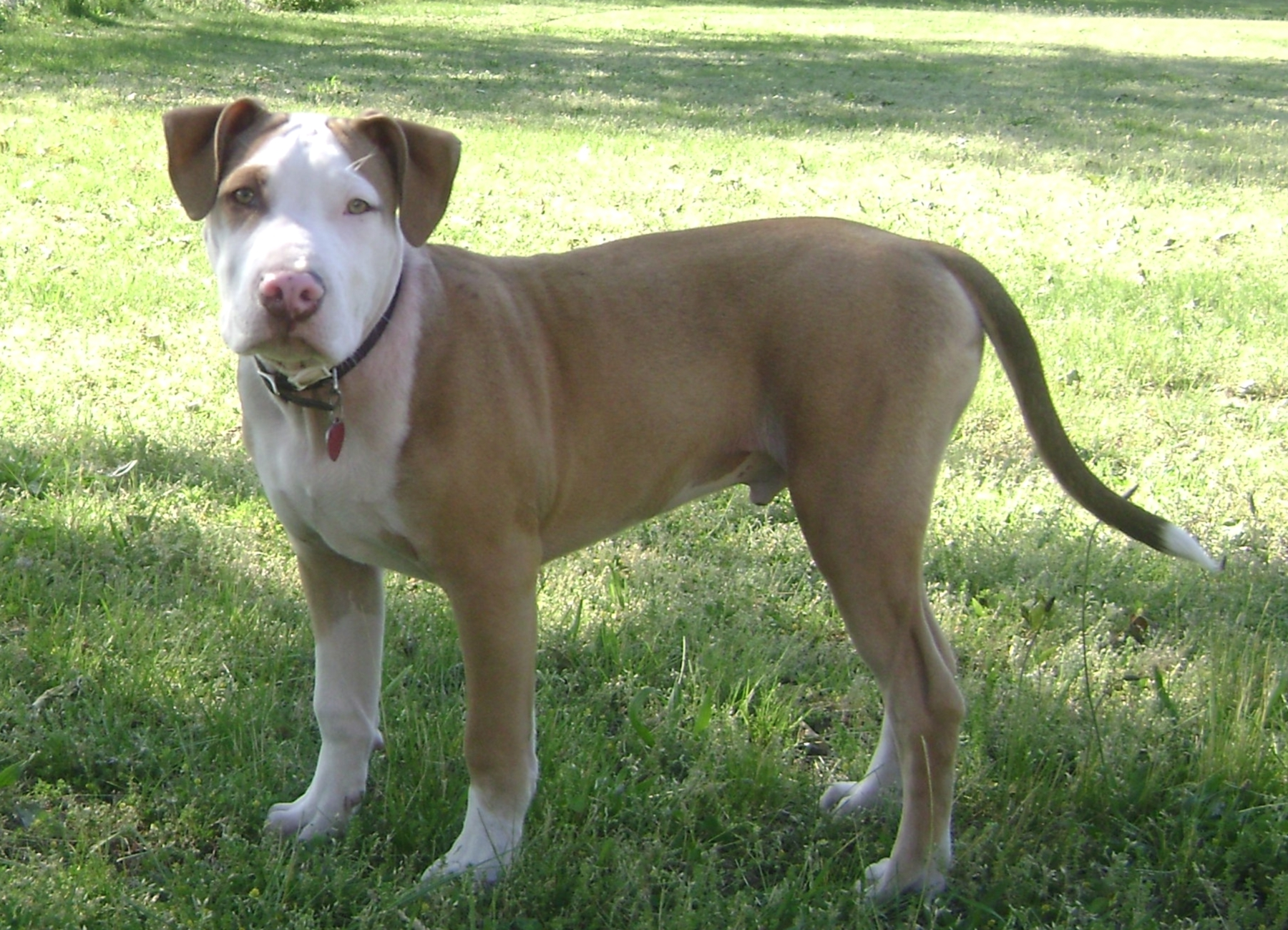
Un pui de 5 luni de Pit Bull Terrier American.

Este un câine de talie medie, puternic, și musculos. Are un corp lat și scurt, este mai mult lung decât înalt. Capul este puternic, mare, trapezoidal, cu un bot lung și lat, dar mai scurt decât craniul (spre deosebire de Amstaff). Obrajii, spre deosebire de cei ai Amstaff-ului, sunt plați. Nasul este mare și poate avea orice culoare. Ochii sunt rotunzi și migdalați și pot avea orice culoare, mai puțin albastru. Urechile sunt mici spre medii și stau ridicate sau semiridicate, dar pot fi și tăiate. Pieptul este adânc și mai puțin lat decât la Amstaff, care are coatele lipite de cutia toracică. Picioarele posterioare sunt puternice și musculoase. Coada este de lungime medie, groasă și ascuțită la vârf. Blana este scurtă, netedă, lucioasă, aspră și poate avea orice culoare (dar să nu fie pătată).

## Personalitate
Este un câine sigur pe sine, cu o teribilă poftă de viață. Este prietenos cu oamenii, și în special cu copiii. Este atât de fericit când i se dă atenție încât este dispus să suporte jocurile mai dure ale copiilor. Este neprietenos și agresiv cu alți câini, în special cu cei de același sex.

## Întreținere

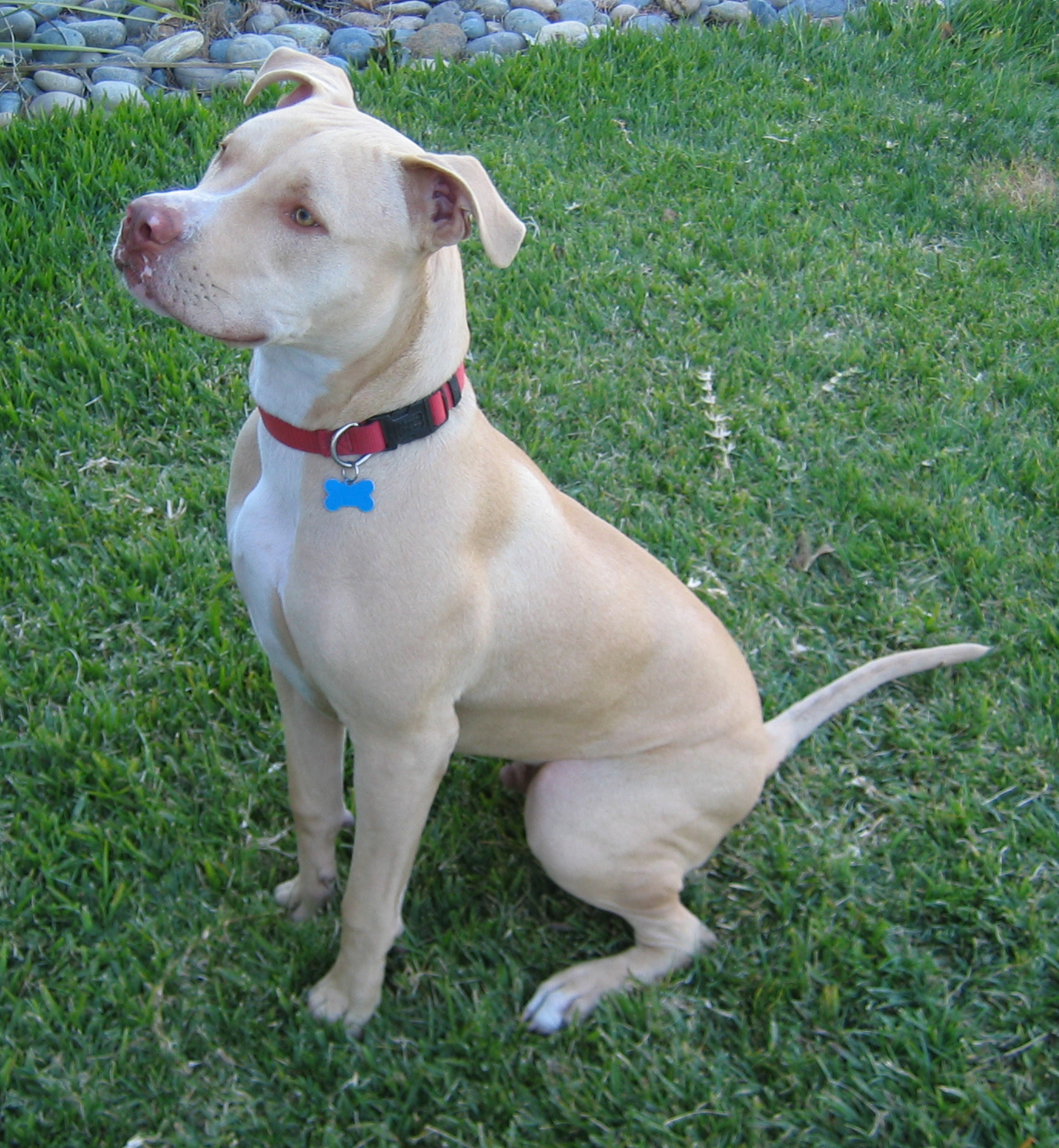
Un pui de Pit Bull Terrier American stând.

### Îngrijire
Acest câine nu necesită o ingrijire specială. Părul mort va fi îndepărtat din când în când cu o manușă de cauciuc. Trebuie avut în vedere să nu mănânce mult în perioada de creștere și să aibă mese fixe, pentru că are o predispoziție către obeziate.

### Condiții de viață
Este un câine cu un nivel ridicat de activitate și se va simți cel mai bine într-o curte bine îngrădită, lângă o familie activă cu experiență în creșterea câinilor. Îi place să alerge pe lângă o bicicletă, să se joace cu mingea, sa facă sport, să înoate și să sape. Se va adapta și condițiilor de apartament dacă i se asigură mișcarea zilnică de care are nevoie (2-3 ore pe zi). Are neapărat nevoie de socializare și dresaj, întrucât are o fire dominantă și e mai dificil de controlat.

### Dresaj
Are obligatorie nevoie de dresaj de la o varsta cât mai mică. Trebuie învățat să nu tragă în lesă de mic, pentru a nu avea probleme când va fi mare și va avea o forță foarte mare și va fi greu de stăpânit. Este un câine inteligent, agil care înțelege foarte repede ce i se cere. Dresat de mic poate acumula foarte multe informații și vor obține rezultate deosebite. Nu trebuie antrenat pentru atac pentru că este un caracter agresiv înnăscut.

## Utilitate
A fost utilizat în războaiele mondiale ca mesager pe câmpul de luptă. Astăzi este cel mai des folosit pentru pază, dar și ca animal de companie.

## Caracteristici
- Origine: Statele Unite ale Americii.
- Înălțime: 43-49 cm.
- Greutate: 20-30 kg.
- Talie: medie[3] (sau mare, conform altor surse).[4]
- Grupa: Terrier.
- Roba: părul scurt, într-un singur strat, aspru, dar lucios.[2]
- Durata de viață: 8-15 ani